# Дмитрівська сільська рада (Очаківський район)
Дми́трівська сільська́ ра́да — колишній орган місцевого самоврядування в Очаківському районі Миколаївської області. Адміністративний центр — село Дмитрівка.

## Загальні відомості
- Населення ради: 1 193 особи (станом на 2001 рік)

## Населені пункти
Сільській раді були підпорядковані населені пункти:
- с. Дмитрівка

## Склад ради
Рада складалася з 16 депутатів та голови.
- Голова ради: Філюк Тетяна Миронівна
- Секретар ради: Стогній Ольга Василівна

### Керівний склад попередніх скликань
| ПІБ                        | Основні відомості                                                         | Дата обрання | Дата звільнення |
| -------------------------- | ------------------------------------------------------------------------- | ------------ | --------------- |
| Євдокимова Марія Василівна | Сільський голова, 1967 року народження, член Народної партії              | 26.03.2006   | 06.04.2009      |
| Філюк Тетяна Миронівна     | Сільський голова, 1983 року народження, освіта вища, член Партії регіонів | 31.10.2010   |                 |

Примітка: таблиця складена за даними сайту Верховної Ради України